# Karl Schefczik

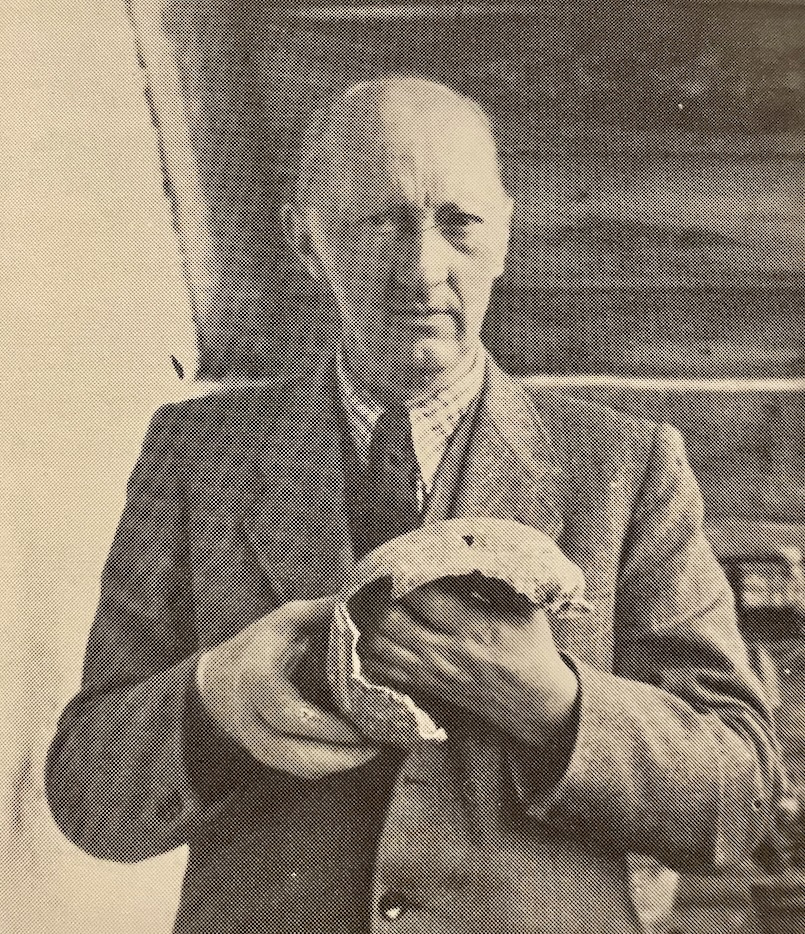
Karl Schefczik

Karl Schefczik (* 29. Dezember 1901 in Tusset; † 15. November 1968 in Traunstein) war ein deutscher Heimatforscher.

## Leben
In Tusset am 29. Dezember 1901 als Sohn eines Oberlehrers geboren, wuchs er in Böhmen auf und er war zeitlebens mit der alten Heimat verbunden geblieben. Seine Kenntnis von der Geschichte des Böhmerwaldes hat er in vielen Abhandlungen niedergelegt und zum größten Teil auch veröffentlicht.
Nach dem Zweiten Weltkrieg wohnte er zunächst am Hochberg bei Traunstein und später dann in Erlstätt. Beruflich war er Rechnungsführer bei einer Erlstätter Bank.

## Werk
Als Heimatforscher befasste er sich intensiv mit der Vergangenheit des Chiemgaus. Die Vor- und Frühgeschichte von Erlstätt, Grabenstätt und Vachendorf, aber auch von weiteren benachbarten Gemeinden waren sein besonderer Forschungsschwerpunkt. Er sammelte und dokumentierte unter anderem zahlreiche Funde aus der Römerzeit. Daneben entwarf und zeichnete er mithilfe seiner fundierten historischen Kenntnisse zahlreiche Gemeindewappen, u. a. das Gemeindewappen von Vachendorf und Surberg.

## Publikationen
In den „Chiemgaublättern“, der Heimatbeilage des Traunsteiner Wochenblatts (heute Traunsteiner Tagblatt) sind von 1951 bis zu seinem Tod insgesamt 79 Beiträge über heimatkundlich relevante Themen erschienen.